# 吳彥侖
吳彥侖（1997年6月18日—），原名吳彥儒，臺灣男子籃球運動員，場上位置為控球後衛，現效力於全国男子篮球联赛江西赣驰。
吳彥侖生於苗栗縣，國中就讀苗栗明仁，擁有U16國手資歷，尚未從能仁家商畢業前即因欣賞U16教頭謝玉娟的帶兵風格與義守男籃環境而決定高中畢業後進入義守就讀，2020年7月25日獲得3X3.EXE聯盟賽南區第三回合MVP，大學畢業後前往中國大陸效力全国男子篮球联赛苏科雄狮兩個球季，2023年2月23日加盟T1聯盟臺南台鋼獵鷹。2月25日T1聯盟初登板替補出賽約18分鐘，挹注6分、3籃板、3助攻。2022-23賽季出賽了12場，場均表現為4.3分、2.5籃板、2.1次助攻。7月17日，臺南台鋼獵鷹宣布與吳彥侖完成續約。2024年1月4日，臺南台鋼獵鷹與超級籃球聯賽裕隆納智捷達成球員交流共識，第21季SBL吳彥侖至裕隆納智捷交流。

## 外部連結
- 吳彥侖的Instagram帳戶
- 吳彥侖在fiba.basketball（英语）
- 吳彥侖在archive.fiba.com（存檔）（英语）
- 吳彥侖在fiba3x3.com（英语）
- 吳彥侖在Eurobasket.com（球員）（英语）
- 吳彥侖在Eurobasket.com（球員）（英语）
- 吳彥侖在RealGM（英语）
- 吳彥侖在Flashscore（英语）